# Тикси-Западный (аэродром)
«Тикси-Западный» — заполярный военный аэродром в Якутии, расположен в 10 км к западу от посёлка Тикси.

## История
Аэродром эксплуатировался в 1970—1980-х годах как запасной. В зимнее время (начиная с момента образования устойчивого снежного покрытия, то есть с начала октября) силами «тундровой роты» (из состава Тиксинского ОБАТО ОГА) производилась укатка ВПП, таким образом к декабрю она могла принимать стратегические бомбардировщики Ту-95 и им подобные.
Аэродром прекратил своё существование, а государственная авиация Министерства обороны и ФСБ России до 2013 года базировалась в аэропорту Тикси, который расположен в 7 км к северу от посёлка Тикси.